# Pharsalia pulchroides
Pharsalia pulchroides är en skalbaggsart som beskrevs av Stefan von Breuning 1965. Pharsalia pulchroides ingår i släktet Pharsalia och familjen långhorningar.
Artens utbredningsområde är Laos. Inga underarter finns listade i Catalogue of Life.